# Ian Stark
Pour les articles homonymes, voir Stark.
Ian Stark, né le 22 février 1954 à Galashiels, est un cavalier de concours complet britannique, médaillé d'argent en concours complet par équipes aux Jeux olympiques de 1984 et médaillé d'argent olympique en concours complet individuel et par équipe en 1988.